# Peugeot 402
La 402 era una autovettura di fascia alta prodotta tra il 1935 ed il 1944 dalla Casa francese Peugeot.

## Storia
A metà degli anni trenta la ricerca dell'aerodinamica nelle linee delle vetture prodotte raggiunse il culmine, grazie anche all'input offerto negli Stati Uniti dalla presentazione della famosa Chrysler Airflow. Sulla scia del clamore suscitato da tale modello (che però di fatto riscuoterà uno scarso successo commerciale), anche in Europa si cominciò a proporre modelli caratterizzati da linee più sinuose ed arrotondate. Tale tendenza fu molto accentuata in Francia, dove nella seconda metà del decennio nacquero o si affermarono vetture dalle linee innovative e a dir poco affascinanti. Fu il caso delle Bugatti Tipo 57, delle Citroën Traction Avant e di molte Delahaye, specialmente quelle carrozzate da Saoutchik o Figoni & Falaschi. Anche la Peugeot non fece eccezione, e dopo le prime avvisaglie con le vetture della prima metà del decennio, specie nelle versioni D, ecco che si ripropose con una vettura che doveva tenere testa alla Traction Avant: la Peugeot 402.

### Genesi e debutto
Nonostante le sue linee ardite, lo sviluppo della 402 fu relativamente breve: gli studi cominciarono infatti nel 1933, sia nella sede centrale di Sochaux, sia nel distaccamento di La Garenne, un sobborgo di Parigi. Data la volontà di proporre una vettura stilisticamente di rottura, ci si affidò a quello che all'epoca era probabilmente il "guru" delle carrozzerie in acciaio, ossia lo stabilimento Ambi Budd, presso cui in quel periodo si stavano rivolgendo diverse Case automobilistiche desiderose di realizzare vetture più moderne anche dal punto di vista della struttura della carrozzeria. Il disegno della 402 fu affidato allo stilista Henri Thomas, che vantava già una non indifferente esperienza presso la carrozzeria Binder.
Più tradizionalista, invece, fu l'orientamento dato alla progettazione del comparto meccanico, eccezion fatta per il telaio di tipo tubolare.
Nella primavera del 1934 già vennero ordinati i componenti per le nuove linee di montaggio da destinare alla 402, mentre in estate si intensificarono i test su strada della vettura, ed in particolare della meccanica. Un anno dopo, la Casa francese disponeva già di un preserie di 200-250 esemplari da propinare alla vorace curiosità della stampa specializzata in attesa della presentazione ufficiale.

La 402 fu presentata al salone dell'automobile di Parigi inaugurato il 3 ottobre 1935, per essere posta in commercio l'anno successivo.

#### Design esterno ed interno

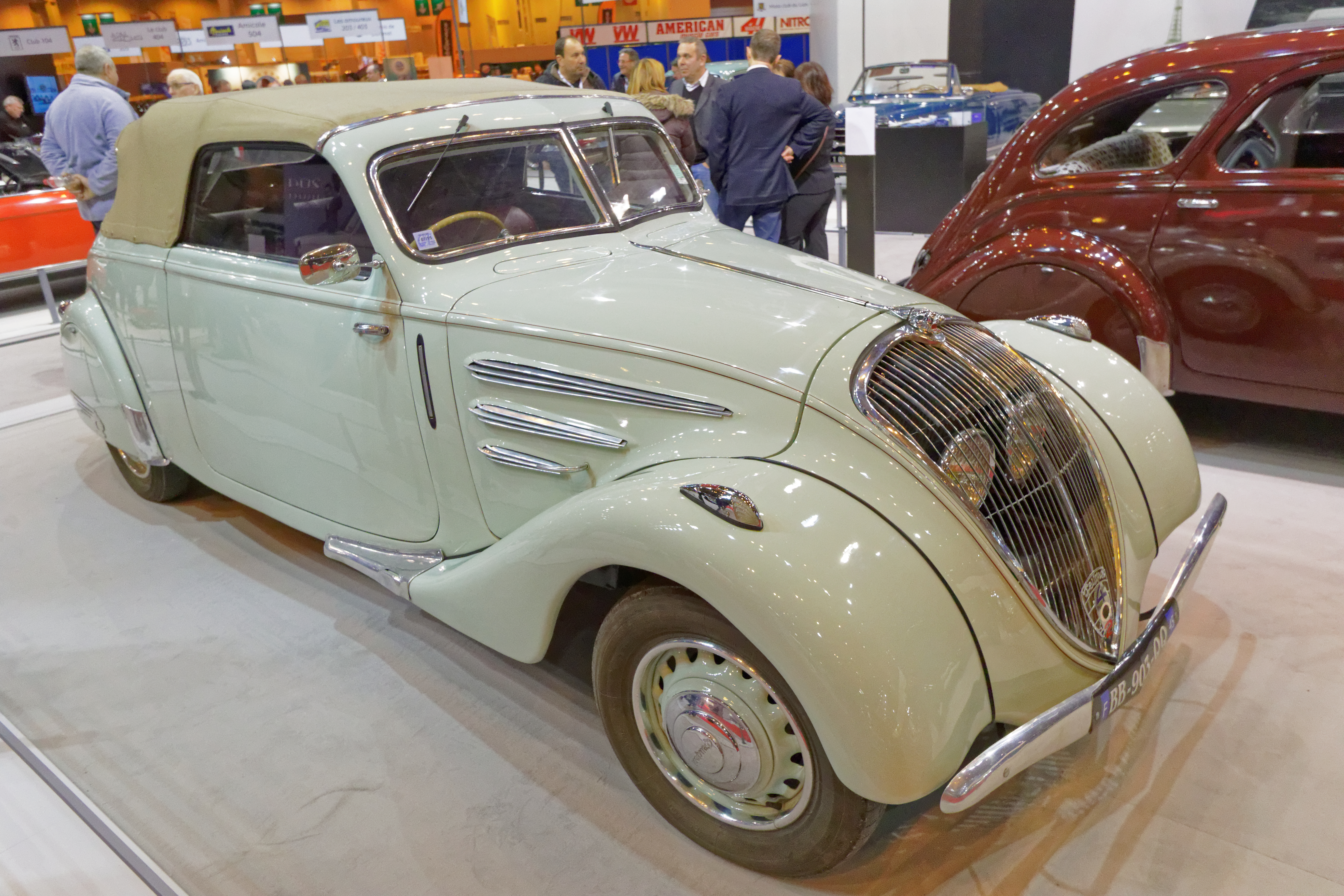
La 402 cabriolet

Se la Traction Avant era all'epoca rivoluzionaria per le sue soluzioni tecniche e stilistiche, la Peugeot 402 era addirittura sconcertante: trovarsi di fronte ad una 402 significava trovarsi di fronte ad un oggetto dalla presenza impressionante. Tutto in questa vettura sembrava votato all'estremizzazione del concetto di aerodinamica, specie osservando il frontale, completamente liscio e sfuggente, che non lascia spazio neppure al classico alloggiamento dei fari sopra i parafanghi anteriori, ma ne fissa invece la sede dietro la grande griglia del radiatore, al centro del frontale e molto ravvicinati tra loro, una soluzione che oggigiorno sarebbe inattuabile perché in contrasto con il moderno Codice della strada. La griglia del radiatore è grande, a forma di scudo ed estesa molto in basso, fino al paraurti, che al centro presenta una forte curvatura. Nella parte bassa della griglia, ecco lo storico buco della manovella in corrispondenza dello "zero" della sigla della vettura. Sopra la calandra stessa campeggia la testa di un Leone ruggente, da sempre simbolo della Casa di Sochaux. La testa del Leone ed il buco per la manovella sono uniti tra loro da una linea cromata che parte dal vertice inferiore della griglia e sale fino alla testa del Leone, dividendo la griglia in due parti uguali. La stessa linea cromata che divide la griglia prosegue da dietro la testa del Leone sulla calandra e va a dividere il cofano in due ed una volta arrivata al parabrezza, divide in due anche quest'ultimo. Lungo le fiancate, il cofano motore è caratterizzato da "branchie" cromate di forma affusolata, mentre i passaruota posteriori carenati rappresentavano un'altra particolarità stilistica che proprio in quella movimentata metà di decennio stava cominciando ad essere utilizzata anche da altre Case automobilistiche (per esempio la Renault sui suo modelli di fascia alta e di lusso in versione Grand Sport). Anche queste carenature erano ornate da una testa di leone stilizzata che ribadiva l'appartenenza della 402 alla Casa di Sochaux. Il tetto è caratterizzato da un andamento arcuato che caratterizza la forma "a fagiolo" dei finestrini laterali posteriori. Anche la coda, altrettanto morbida e sfuggente, era dotata del classico alloggiamento per la ruota di scorta, riparato dall'esterno grazie ad una copertura anch'essa dalle morbide forme. Dietro tale alloggiamento, si celava il vano bagagli, piuttosto spazioso. Un'altra particolarità che balza agli occhi osservando la coda è il posizionamento della targa, non in basso ma appena sotto il lunotto (anch'esso diviso in due parti). Va detto che tali caratteristiche stilistiche avrebbero caratterizzato anche la successiva produzione Peugeot per quel decennio e, grazie alla piccola Peugeot 202 (che condivideva praticamente la totalità delle soluzioni stilistiche della 402), anche per parte del decennio successivo, subito dopo la fine della guerra.
Gli interni della 402 erano piuttosto eleganti e confortevoli, ed erano rivestiti in pregiato velluto, applicato anche ai pannelli porta. Lo spazio era più che sufficiente per sei persone, che potevano così affrontare senza problemi anche un lungo viaggio. La struimentazione di bordo comprendeva, oltre al consueto tachimetro, anche un amperometro, un indicatore per il carburante, uno per la temperatura dell'acqua ed un orologio. Caratteristica era la possibilità di aprire il parabrezza mediante due maniglie presenti internamente alla base del parabrezza stesso. Altrettanto particolare era la posizione della leva del cambio, situata proprio in mezzo alla plancia ed in posizione orizzontale.

#### Struttura, meccanica e motori

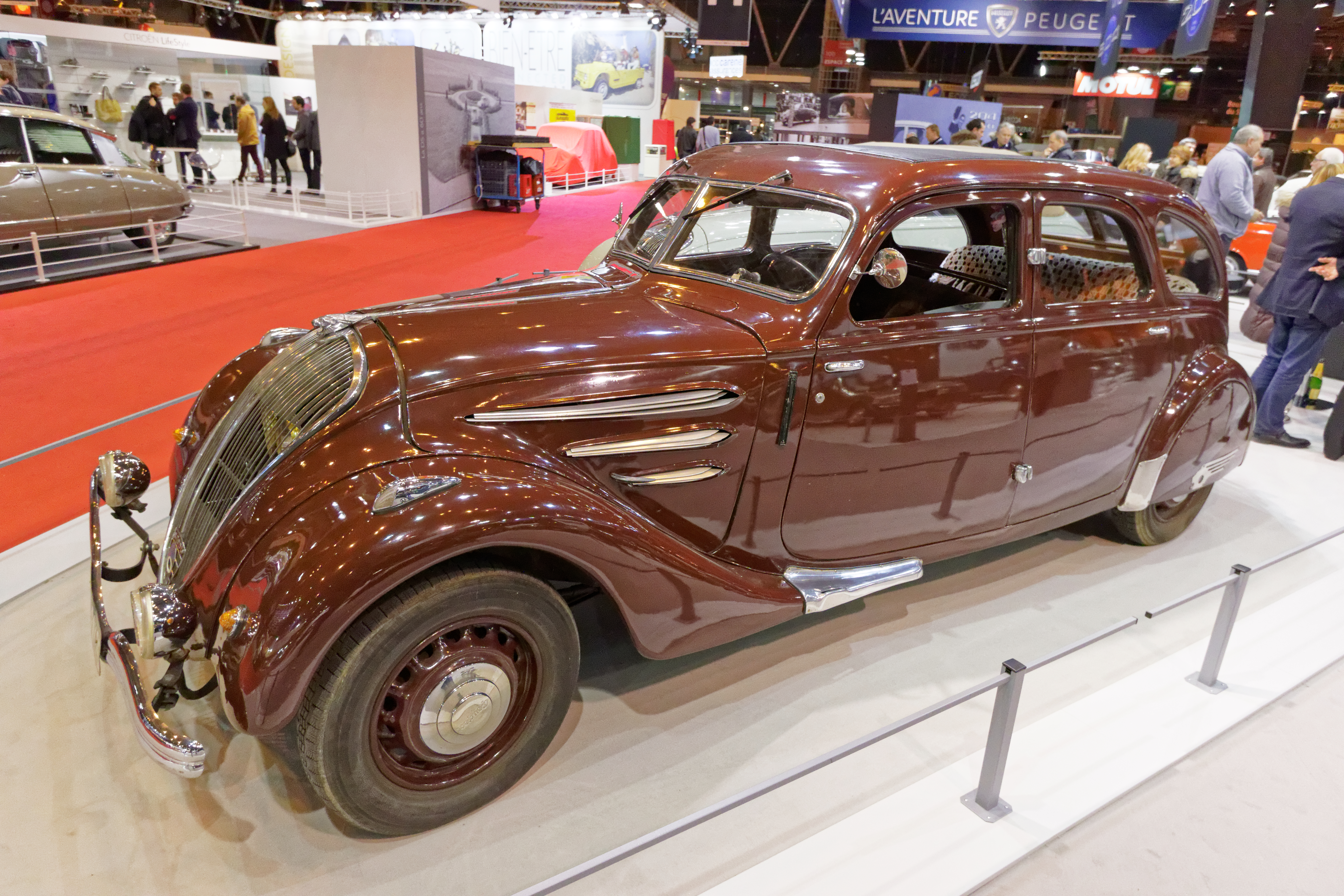
La 402 limousine

Pur proponendosi come rivale della Traction Avant, rispetto a quest'ultima la 402 era sicuramente molto meno innovativa dal punto di vista tecnico, anche se poteva vantare alcune particolarità che la distaccavano dalla classica soluzione utilizzata fino a quel momento da quasi tutti i costruttori. La struttura di base rimaneva ancora legata al concetto di telaio separato dalla carrozzeria, ma il telaio era praticamente una struttura mista, dove ai classici longheroni venivano accoppiate cinque traverse ed altri elementi di tipo tubolare, il che consentiva un più elevato livello di rigidità pur non disponendo di una struttura monoscocca. Non sono stati utilizzati elementi scatolati, il che ha permesso alla 402 di essere meno soggetta a processi di ruggine nascosti.
L'avantreno era a ruote indipendenti con balestra trasversale mentre il retrotreno era ad assale rigido con balestre cantilever. Su entrambi gli assi erano poi presenti anche ammortizzatori idraulici, mentre per quanto riguarda l'impianto frenante, la vettura disponeva di tamburi sulle quattro ruote.
Il motore utilizzato era il TH da 1991 cm³ che poteva essere fornito con testata in ghisa. La potenza massima raggiungeva 55 CV.
Il cambio era manuale a 3 marce, ma a richiesta era possibile ottenere un cambio elettromagnetico Cotal a 4 rapporti. In un'epoca in cui anche i cambi automatici erano in fase pionieristica, la 402 automatica fu la prima vettura del Vecchio Continente a montare un cambio automatico veramente valido, realizzato da Gaston Fleischel, uno dei più valenti pionieri nell'ambito appunto delle trasmissioni automatiche.

#### Varianti di carrozzeria ed allestimenti

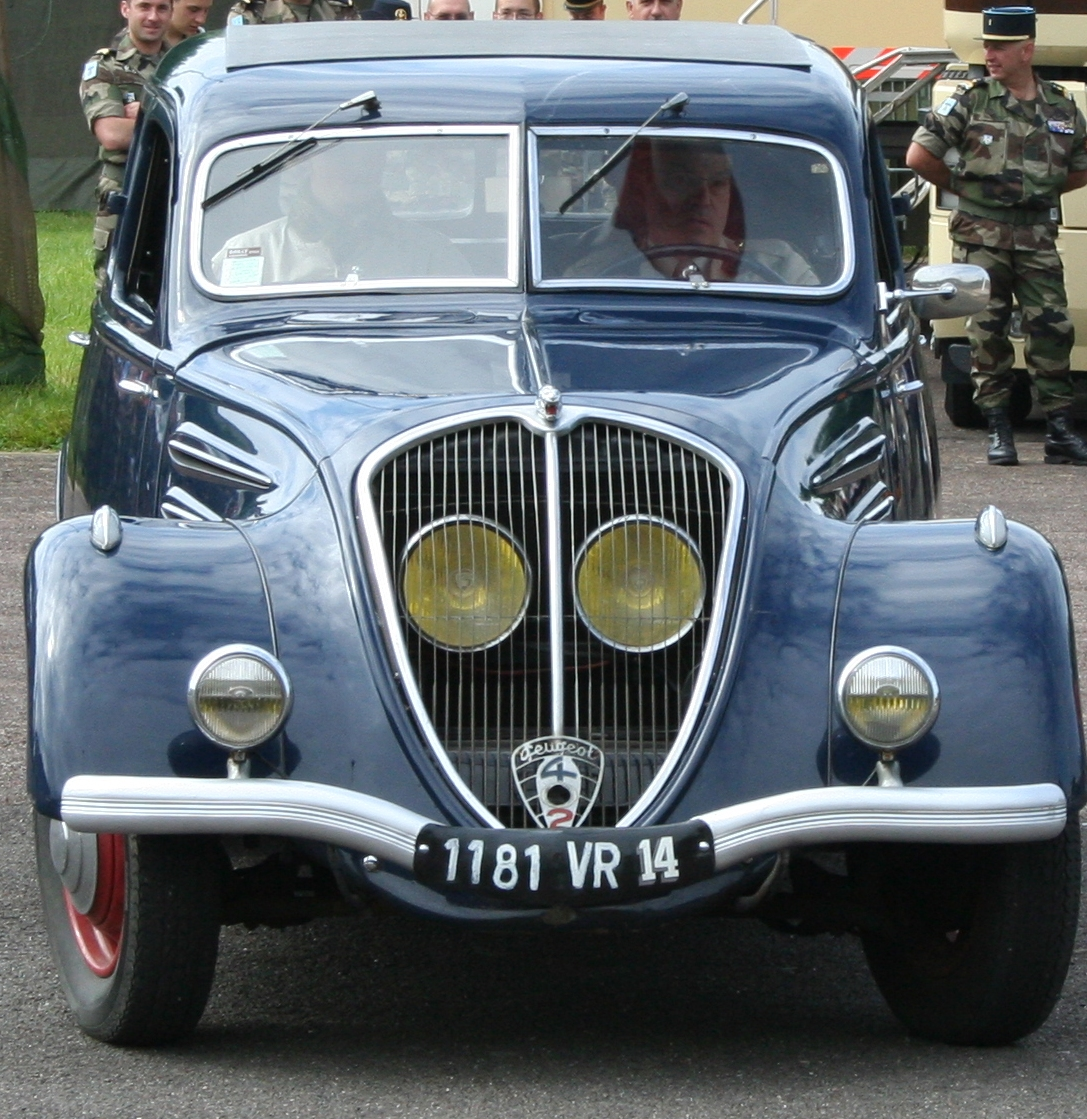
Il particolare frontale di una 402

Va detto innanzitutto che la 402 era all'epoca un'auto di lusso sotto tutti gli aspetti: con il suo motore da 2 litri, essa non nacque solo per sostituire la 401 con motore da 1.7 litri, ma anche la meno fortunata ammiraglia 601, dotata invece di un motore da oltre 2.1 litri. Anche gli stessi ingombri erano più vicini a quelli dell'ammiraglia che non a quelli della 401. In ogni caso, della 402 furono proposte già al debutto diverse varianti di carrozzeria su due diverse versioni di telaio, caratterizzate dalla differente misura di passo: 3,15 m per i modelli a passo normale e 3,30 metri per quelli a passo lungo. Mentre i primi davano luogo a modelli che di fatto potevano considerarsi come i veri eredi della 401, i telai più lunghi facevano da base per modelli che sarebbero andati a raccogliere il testimone delle 601.

Le 402 nate sulla base del telaio a passo normale misuravano 4,85 metri di lunghezza ed erano proposte nelle seguenti varianti di carrozzeria:
- limousine a passo normale e a 6 finestrini laterali (detta anche a 6 luci);
- coach (due porte e quattro finestrini laterali);
- cabriolet decappottabile, con capote in tela e quattro posti;
- roadster con capote in tela e due posti;
- roadster con tetto rigido in metallo ripiegabile elettricamente;
- Commerciale, con portellone posteriore per l'accesso al vano bagagli e possibilità di caricare merci. Era l'unica 402 senza passaruota posteriori carenati.

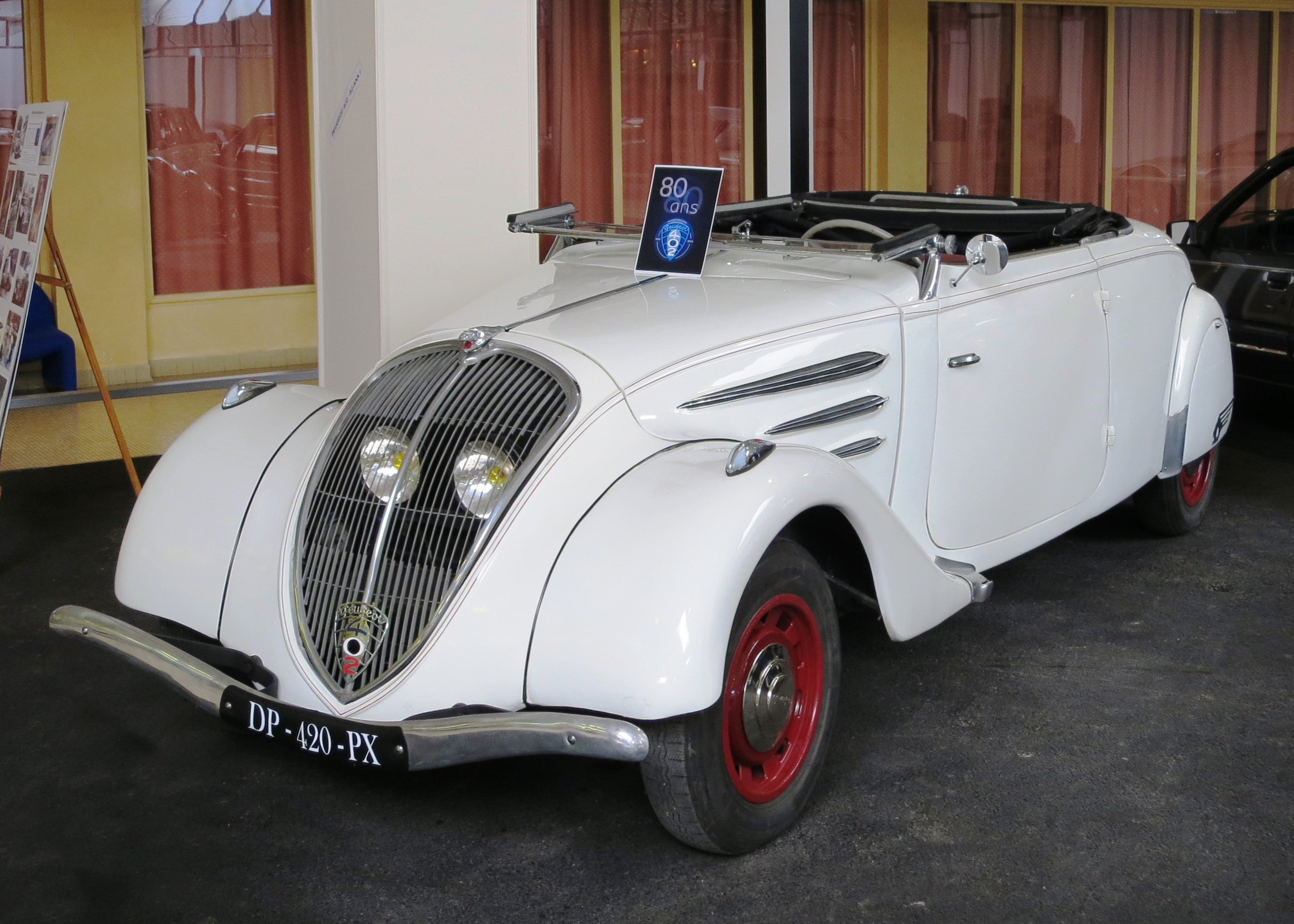
La 402 Roadster

Le versioni roadster erano le uniche a raggiungere i 5 metri di lunghezza anziché fermarsi a 4,85 metri. Quella con tetto rigido ripiegabile fu la prima delle due versioni previste per la gamma 402. Quanto alle versioni a passo lungo, esse misuravano 5 metri di lunghezza ed erano previste nella sola variante limousine a passo lungo e ad 8 posti, detta anche limousine-familiale, con tetto rialzato nella parte posteriore per offrire maggior abitabilità agli occupanti della terza fila di sedili.
In generale, i livelli di allestimento erano due: Luxe e Grand Luxe, ma in realtà ve ne era anche un terzo, riservato unicamente alla limousine a passo lungo, la quale poteva essere allestita per uso taxi. In questo caso, la parte posteriore del tetto era provvista anche di un tettuccio apribile.

### Evoluzione
Nonostante la sua indubbia valenza innovativa, la 402 non uscì vincente dallo scontro diretto con la Traction Avant, meno estrema esteticamente (anche se innovativa pure lei), ma più all'avanguardia anche dal punto di vista tecnico, nonostante la vettura simbolo del "double chevron" soffrisse di problemi tecnici, almeno nella primissima fase della sua carriera (cambio, giunti omocinetici, ecc).

#### La prima fase evolutiva della 402

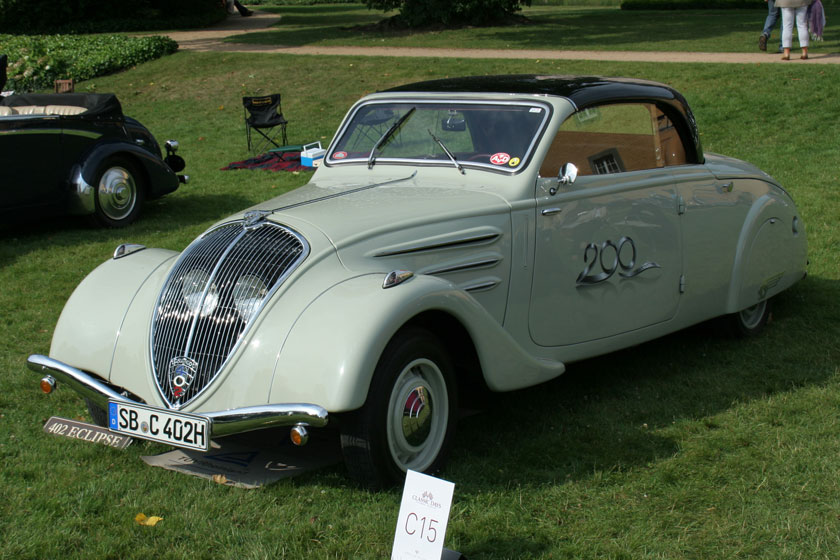
Una 402 Eclipse, lussuosa versione di punta della gamma 402 a partire dal 1936.

In ogni caso, la 402 non fu assolutamente un fiasco commerciale, anzi: il successo si rivelò ugualmente di buon livello, tanto da sorprendere gli stessi vertici Peugeot, e ciò pose le basi per la realizzazione di sempre più nuove varianti.
Nel 1936, la gamma si estese con l'arrivo di una nuova versione di punta, l'esclusiva 402 Eclipse, una cabriolet che, prendendo spunto dalla roadster con tetto rigido ripiegabile, propose la stessa soluzione anche in un nuovo corpo vettura a 4 posti, dando luogo ad un'elegantissima e lussuosa cabriolet. In questo caso, l'intero padiglione fu ridisegnato per permettere l'abitabilità anche nei due posti posteriori. Dal punto di vista funzionale, l'unica differenza con la roadster fu il fatto che il tetto era ripiegabile manualmente anziché elettricamente, mentre per quanto riguardava gli ingombri, anche la 402 Eclipse sfruttava il telaio a passo lungo (3,30 m), per una lunghezza complessiva di ben 5,20 metri che faceva della 402 Eclipse la più grande versione della gamma. Nello stesso anno, venne eliminata la limousine taxi, mentre dalla 402 derivò la 302, praticamente una 402 in scala ridotta con motore di cilindrata inferiore.
Nel 1937 sparirono dal listino la cabriolet con tetto di tela, la coach, e la roadster con tetto rigido ripiegabile: evidentemente, la presenza di una delle prime coupé-cabriolet della storia (le primissime erano state le precedenti Peugeot 401 Eclipse e la 301, quest'ultima mai ufficialmente nel listino Peugeot) unita alla maggior praticità della soluzione a 4 posti ed al successo riscosso presso il pubblico, resero superflua la presenza di altri modelli che in un modo o in un altro risultavano simili. Alla fine dello stesso anno, dalla 302 derivò la 402 Légère, che univa il motore della 402 al corpo vettura ed il telaio a passo corto (2,88 metri) della 302. La 402 Légère fu proposta nell'inedita versione berlina a 4 finestrini laterali, coach e cabriolet. Nelle 402 Légère e nelle 402 di punta, il motore TH ricevette una testata in alpax, una lega di alluminio, mentre il rapporto di compressione fu portato da 6:1 a 7:1. In questo modo il propulsore beneficiò di un leggerissimo incremento di potenza, portandosi a 58 CV; nello stesso periodo la 402 Commerciale fu proposta con ruote posteriori carenate, come gli altri modelli della gamma. Un altro aggiornamento fu il nuovo alloggiamento della ruota di scorta per la 402 Eclipse, sistemato esternamente, sulla coda. Tra la fine dello stesso anno e l'inizio dell'anno seguente comparvero i primi esemplari di una versione molto particolare, destinata ad essere prodotta in una manciata di esemplari, spesso utilizzati in ambito sportivo: la 402 Darl'Mat, una versione dotata di una profilatissima carrozzeria a due posti, simile a quella di alcune Bugatti Type 57 dell'epoca, e proposta in versione roadster o coupé.

#### La seconda fase evolutiva: la 402 B

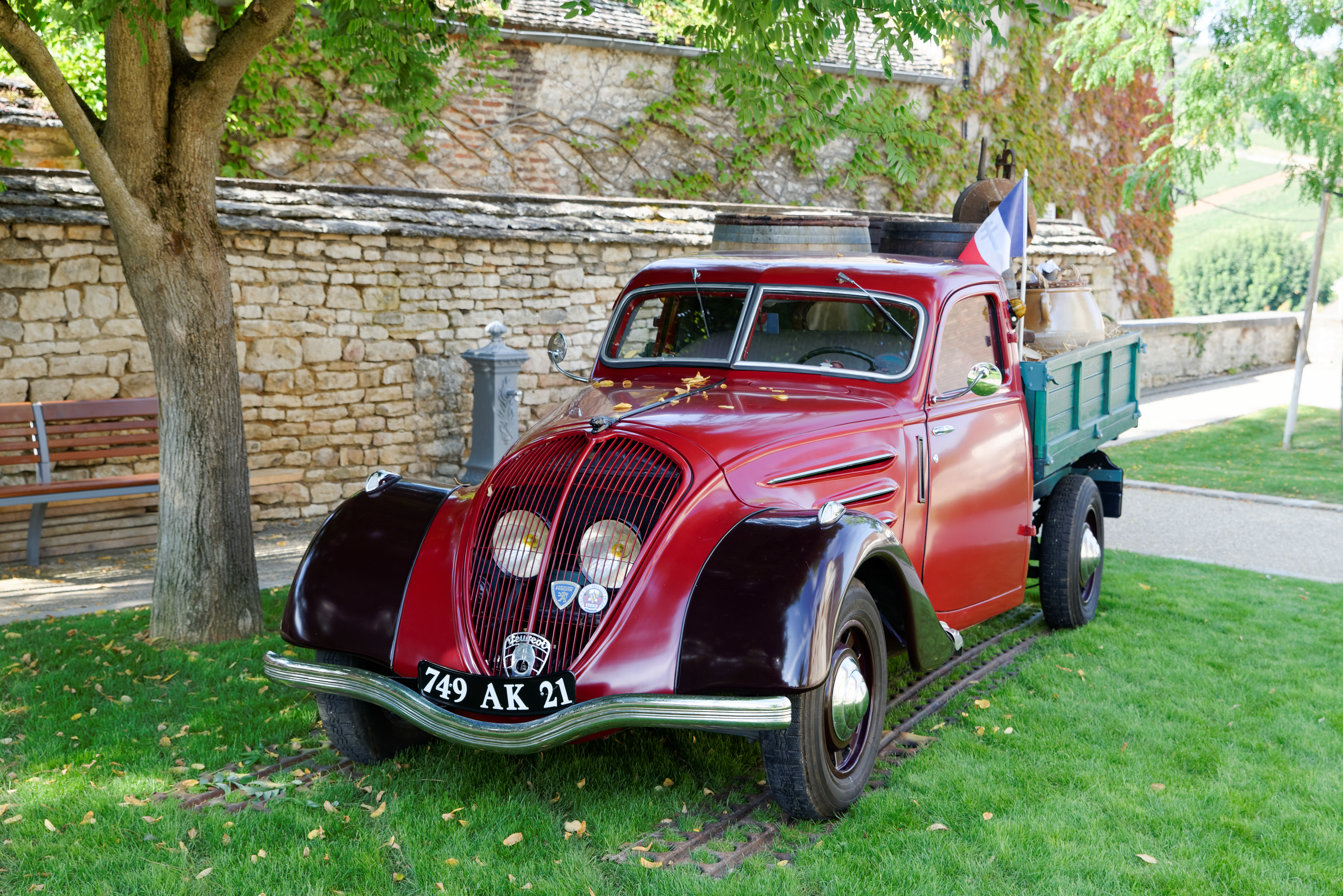
La 402 autocarro

Al Salone di Parigi del 1938, la gamma 402 venne totalmente rinnovata, dando luogo alla 402 B: la profonda rivisitazione non si ebbe tanto sul piano estetico, quanto su quello tecnico e quello dei modelli costituenti la gamma. Dal punto di vista tecnico, il motore da 2 litri venne rialesato e portato a 2142 cm³ (motore TH2), per 63 CV di potenza massima in caso di motore con testata in alpax e di 60 CV in caso di motore con testata in ghisa. Per quanto riguarda la gamma, la novità più significativa stava nella nuova 402 B Légère, che non proponeva più un corpo vettura ripreso pari pari dalla 302, ma una sorta di inedito ibrido costituito dal cofano motore della 402 B e la parte restante ripresa dalla nuova "piccola" di Casa, la 202. Il risultato era una vettura che sebbene non fosse riuscitissima dal punto di vista dell'equilibrio formale, in compenso trasmetteva un'insolita sensazione di sportività, assente nelle precedenti Légère, sensazione data dal cofano motore molto lungo in relazione al resto della carrozzeria. Esteticamente le 402 B si distinguevano per una calandra leggermente tagliata in due nella parte superiore e, nel caso delle versioni limousine a passo normale e lungo, anche per il nuovo vano bagagli più sporgente.
Ma sebbene nata con i migliori auspici, la nuova gamma dovette affrontare problemi ben più grandi, a partire dalla corsa agli armamenti di Francia e Gran Bretagna, per fronteggiare un possibile nuovo conflitto voluto dalla Germania di Hitler, evento che poi si sarebbe concretizzato neppure un anno dopo la nascita della 402 B. Nell'estate del 1940 sparì quindi dai listini la 402 B Légère, mentre pochi mesi dopo tutta la gamma della 402 dovette essere cancellata per non tornare mai più nei programmi della Casa francese.

### Le altre 402

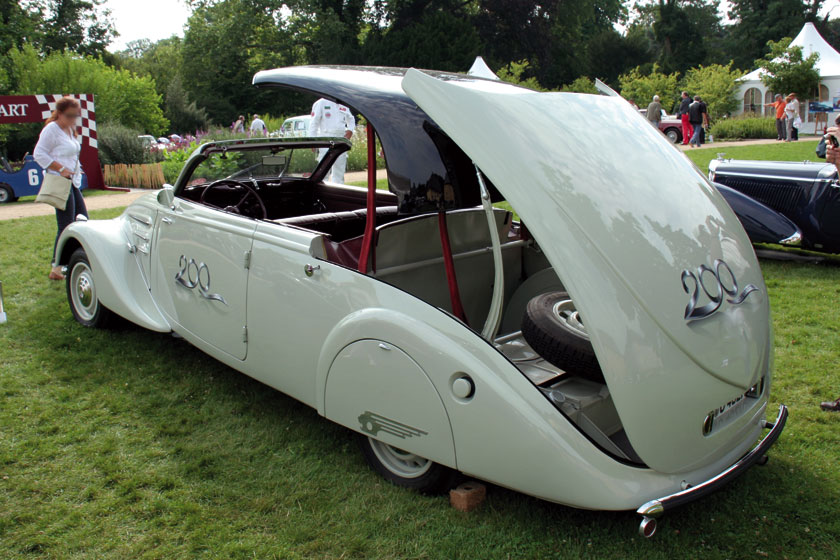
Il tetto di una 402 Eclipse durante l'operazione di chiusura

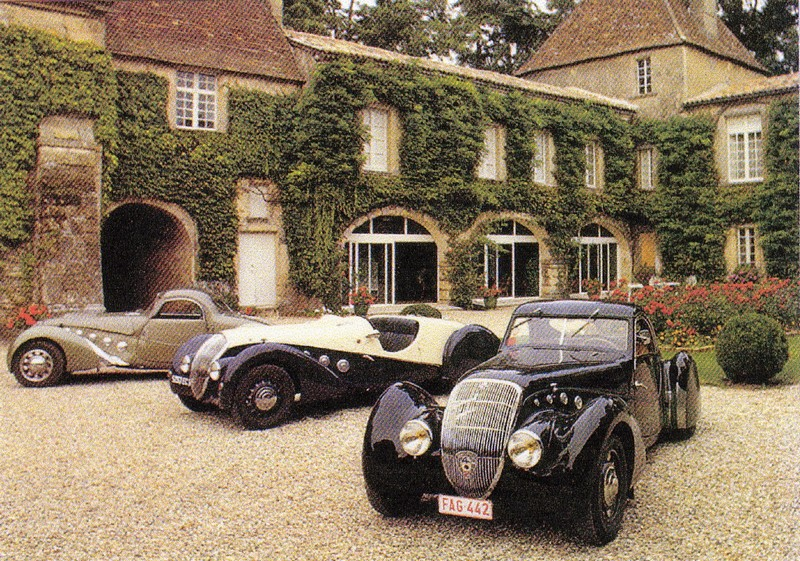
Una 402 Darl'Mat roadster in mezzo a due Darl'Mat coupé

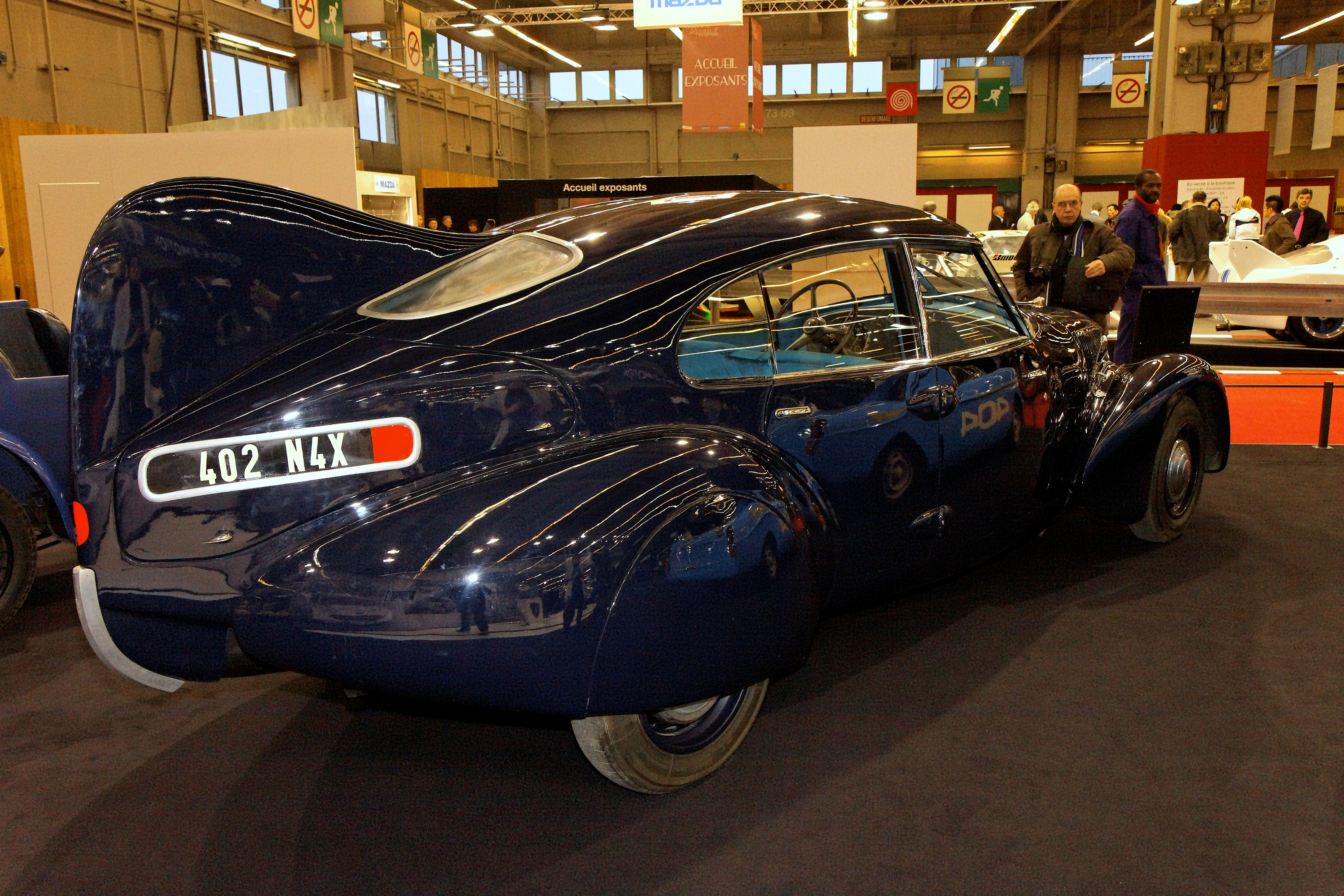
La 402 Andreau

#### Le 402 con tetto rigido ripiegabile
Il tetto rigido ripiegabile adottato su una 402 rievoca subito il modello Eclipse, ma non vi fu solo quello: la prima 402 a proporlo fu infatti la roadster con tetto in lamiera che andava a scomparire in un apposito alloggiamento posteriore mediante un dispositivo elettrico. Tale modello durò circa un anno e mezzo: venne infatti pensionato nella prima metà del 1937 per lasciare campo libero alla più nota 402 Eclipse con carrozzeria a 4 posti. La storia del tetto ripiegabile va fatta risalire alla collaborazione tra il concessionario Peugeot Emile Darl'Mat, che voleva proporre delle fuoriserie speciali su meccanica Peugeot, e la carrozzeria Portout che aveva gli strumenti per realizzare tali progetti. L'idea del tetto rigido ripiegabile arrivò da una terza persona, Georges Paulin, il quale era appassionato di automobili, ma che di mestiere era invece odontoiatra. Paulin inventò e brevetto un meccanismo ad azionamento elettrico in grado di aprire e richiudere un tetto rigido in metallo montato su una vettura. Darl'Mat e Portout strinsero un rapporto di collaborazione con Paulin e di lì a poco nacquero i primi esemplari dotati di tale soluzione, dapprima in serie estremamente limitata e sulla base delle Peugeot 301 e 401, ed in seguito sfruttando la meccanica delle 402. La Casa del Leone Rampante inserì le 402 Roadster e le 402 Eclipse nel listino ufficiale.

#### Le versioni Darl'Mat
Realizzate sulla base delle 402 Légère, le 402 Darl'Mat hanno costituito l'evoluzione delle primissime Darl'Mat su base 302. Era quindi identico il telaio a passo corto (2,88 metri), ma cambiava il motore, che nelle 402 era la medesima unità TH da 1991 cm³, la quale in questo caso venne portata a 70 CV di potenza massima. Quanto alla carrozzeria, essa fu un altro notevole lavoro firmato da Portout, sempre in collaborazione con Emile Darl'Mat (da cui il nome dei modelli). Tale carrozzeria ricordava da vicino le Bugatti Type 57 Atalante per le sue linee estremamente sinuose, con l'abitacolo sistemato a ridosso dell'avantreno.
Le 402 Darl'Mat ebbero anche un passato sportivo di un certo rilievo, grazie alla loro partecipazione, con discreti risultati, a competizioni del calibro della 24 Ore di Le Mans. Proprio a Le Mans, nel 1938, una delle tre 402 Darl'Mat schierate alla partenza, riuscì a conquistare il quinto posto assoluto ed il primo nella categoria 2 litri. Le altre due 402 Darl'Mat si ritirarono per problemi alla testata dei motori, dovuti ad un cattivo montaggio del motore dopo un controllo prima della partenza.

#### La 402 Andreau
Realizzata a partire dal 1936 in cinque esemplari, la Andreau era uno studio sull'estremizzazione del concetto di aerodinamica: la parte posteriore era estremamente votata a tale concetto, con il suo profilo affusolato. Il nome derivava da Jean Andreau, l'ingegnere aerodinamico che ne concepì le linee. Obiettivo della 402 Andreau fu quello di dimostrare l'importanza dell'aerodinamica nell'incremento delle prestazioni e nel contenimento dei consumi. La 402 Andreau rappresentò anche il culmine del concetto di Fuseaux Sochaux, ossia dell'aerodinamica secondo Peugeot. Uno dei cinque esemplari suddetti venne denominato 802, perché motorizzato da un V8 formato da due gruppi da 1,7 litri uniti, con 110 CV e una velocità massima di 180 km/h, straordinaria in una berlina dell'epoca. Purtroppo, la guerra e il difficile dopoguerra bloccarono tutto.